# Alexis le Comique
Pour les articles homonymes, voir Alexis.
Alexis le Comique (en grec ancien Ἄλεξις / Álexis), grand rival d'Ararôs, est un poète comique athénien, né à Thourioï vers -372 et mort plus que centenaire.

## Notice historique et littéraire
Plutarque de Chéronée, dans Sur la disparition des oracles dit qu'il vécut deux fois plus vieux que le philosophe épicurien Métrodore de Lampsaque, signifierait qu'il mourut à 104 ans., probablement à Athènes, vers 270. Particulièrement prolifique, il produisit au cours de sa longue carrière, dans le genre de la comédie moyenne — dont il est, avec Antiphane, le seul représentant ayant eu l'honneur de figurer dans le canon alexandrin —, puis (grâce à sa longévité) dans le genre de la comédie nouvelle, quelque 245 pièces, dont très peu sont datables avec précision ; il n'en reste que des fragments, préservés pour la plupart grâce à des citations faites par Athénée dans ses Deipnosophistes ou par Jean Stobée dans son Anthologie. D’après la Souda, Alexis, né à Thourioï, était l'oncle paternel de Ménandre et avait un fils appelé Stéphanos qui écrivit lui aussi des comédies. Il semble avoir quitté de bonne heure sa Grande-Grèce natale pour s'établir à Athènes. On a cru, mais sans preuves, reconnaître le Comique dans l'Alexis qui, selon Étienne de Byzance, appartenait au dème Oion (Kerameikon) de la tribu Leontis.
Le déroulement de sa carrière est très mal connu. Alexis aurait remporté sa première victoire dramatique au concours des Lénéennes entre 355 et 350 environ, et fut peut-être couronné aux Dionysies de 347, mais ces deux suppositions se sont révélées très fragiles. Selon Plutarque de Chéronée, il mourut comme Philémon, au moment d'être couronné sur scène dans un concours de comédie.
De son œuvre abondante ne restent que les titres de 138 comédies (voir liste infra) et un petit nombre de fragments provenant des pièces suivantes :
- L'Amante (gr. Philousa)
- L'Apobate (« Le Voltigeur »)
- La Bruttienne
- Dèmètrios
- Les Devins
- La Femme aux transports divins (gr. Theophorètos)
- La Lampe
- La Méchante
- La Peinture ou Le Tableau (gr. Graphè)
- Philiscos
- Le Pilote
- Polyclée
- Le Réchaud (gr. Pyraunos)
- Tyndare

Les titres des pièces d'Alexis révèlent une propension à l'usage burlesque du mythe, puisque quinze d'entre eux consistent dans le nom d'un personnage mythologique.
Un titre comme Hypobolimaios / Ὁ ὑποβολιμαῖος (« L'enfant substitué », représenté entre 279 et 268) suggère que l'auteur, pour constituer sa trame, recourut à l’anagnorismos, ce qu'il fit aussi, très certainement, dans d'autres pièces.
Alexis employa le chœur tant sous sa forme traditionnelle que sous celle, plus moderne, introduite par la Nouvelle Comédie.
Selon le témoignage de Carystios de Pergame, c'est à Alexis qu'on doit le type comique du « parasite », promis à une belle fortune littéraire ; toutefois Athénée, qui cite Carystios, n'est pas de cet avis et attribue cette création à Épicharme, qui, dit-il, l'introduisit dans sa comédie intitulée L'Espérance ou La Richesse (Ἐλπίς ou Πλοῦτος). En tout cas, le personnage comique du « pique-assiette » apparaît déjà chez Eupolis (contemporain et rival d'Aristophane), qui l'appelle « flatteur » (κόλαξ / kolax). Une pièce d'Antiphane est intitulée Le Parasite, mais il n'est pas sûr qu'elle soit antérieure à celle d'Alexis, ni même qu'elle soit d'Antiphane l'Aîné et non d'Antiphane le Jeune. Alexis pourrait donc être l'auteur qui, le premier, appliqua plaisamment le nom sacré de « parasites » aux professionnels de la flatterie alimentaire, dont il canonisa ainsi le portrait. À l'origine, le mot « parasites » désignait des banqueteurs officiels, prêtres ou vainqueurs de compétitions sportives (Jeux Olympiques par exemple), qui faisaient la réputation de la ville. Ces commensaux de marque mangeaient dans le temple d'Héraclès. Alexis étendit malicieusement cette appellation de parasitoi aux individus sans scrupules qui prennent part à un repas (notamment un banquet) sans avoir été invités, autrement dit à des profiteurs s'engraissant aux dépens d'autrui. Les « parasites » au sens péjoratif du terme acquirent ainsi une image publique et certains « pique-assiette » réels furent connus nommément, à l'instar de Tithymalos, qu'Alexis ridiculisa dans sa comédie intitulée La Milésienne.
Alexis, comme beaucoup d'autres comiques grecs, n'aimait pas les philosophes. Dans sa pièce Le Cavalier (Hippeus), il fait louer à l'un de ses personnages l'initiative de Démétrios Poliorcète qui les bannit d'Athènes.
Dans son Parasite (entre 350 et 347 ?), Alexis railla Platon encore vivant. Il s'attaqua aussi à Pythagore dans sa comédie La Pythagoricienne (Ἡ Πυθαγορίζουσα).
Alexis égratigna (probablement en passant) Démosthène dans sa pièce Le Soldat (Ὁ στρατιώτης).
La misogynie d'Alexis, de règle chez les poètes comiques, s'exprime avec vigueur dans Les Devins (Οἱ μαντεῖς), dont Athénée (Deipnosophistes, XIII, 7) cite un assez long passage : « Ô malchanceux que nous sommes, nous les hommes mariés ! Nous avons tellement vendu notre indépendance et nos plaisirs que nous vivons pareils à des esclaves, soumis à nos femmes, nous qui étions libres. On dit que c’est pour la dot que nous devons payer un prix si élevé : en fait, qu'elle est amère cette dot et remplie de bile féminine ! Car la bile de l’époux est un miel exquis quand on la compare à celle de sa femme : les hommes, eux, savent pardonner, alors que ces dames en rajoutent dans l’injure et, par-dessus le marché, elles rejettent leurs propres torts sur le dos de leur mari. En outre, elles font la loi sur ce qui ne les regarde pas, tandis qu’elles négligent les choses qui sont de leurs compétences ; elles se parjurent, et, bien qu'elles se portent à merveille, elle se plaignent toujours d’être malades. »
Il est difficile de juger les qualités d'écrivain d'Alexis d'après les miettes dont nous disposons. On croit toutefois discerner dans ces maigres restes un humour fin, une plaisante vivacité et un bon sens de l'observation, joints à une mordacité assez proche de celle de la comédie ancienne.
L'influence d'Alexis sur la comédie latine, attestée par Aulu-Gelle, est certaine. La pièce de Plaute intitulée Le (petit) Carthaginois (Poenulus) est inspirée de la comédie homonyme d'Alexis (Ὁ Καρχηδόνιος), et d'autres réminiscences (Aulularia, Ménechmes) sont probables ou possibles. Le Demetrius de Turpilius est l'adaptation du Dèmètrios d'Alexis. Phanias d'Érèse fait mention d'Alexis dans son Contre les Sophistes.

## Titre de toutes les pièces connues
Cette liste difficile à vérifier contient sans doute des doublets et des erreurs (pseudépigraphes ; pièces d'autres comiques ; etc.), et il est conseillé de consulter Arnott (1996) pour chaque titre. Les articles définis ont été omis devant les noms en grec.
| - Ἀγκυλίων Ankyliôn - Ἀγωνὶς ἢ Ἱππίσκος Agônis ou Hippiskos - Ἀδελφοί Adelphoi (« Les Frères ») - Αἰπόλοι Aipoloi (« Les Chevriers ») - Αἴσωπος Aisôpos (« Ésope ») - Αἰχμάλωτος Aichmalôtos (« Le Captif ») - Ἀλείπτρια Aleiptria (« La Masseuse ») - Ἀμπελουργός Ampelourgos (« Le Vigneron ») - Ἀμφωτίς Amphôtis (« Le Vase à traire ») - Ἀντεία Anteia - Ἀπεγλαυκωμένος Apeglaukômenos (« L'Homme atteint de glaucome ») - Ἀποβάτης Apobatès (« L'Apobate », « Le Voltigeur ») - Ἀποκοπτόμενος Apokoptome nos (« Le Mutilé ») - Ἀρχίλοχος Archilochos (« Archiloque ») - Ἀσκληπιοκλείδης Asklèpiokleides - Ἀσωτοδιδάσκαλος Asôtodidaskalos (« Le Maître de libertinage ») - Ἀταλάντη Atalantè (« Atalante ») - Ἀτθίς Atthis (« L'Athénienne ») - Αὐλητρίς Aulètris (« La Joueuse de flûte ») - Ἀχαιίς Achaiïs (« L'Achéenne ») - Βόστρυχος Bostrychos (« La Boucle de cheveux ») - Βρεττία Brettia (« La Bruttienne », « La Femme du Bruttion », région correspondant à l'actuelle Calabre) - Βωμός Bômos (« L'Autel ») - Γαλάτεια Galateia (« Galatée ») - Γραφή Graphè (« La Peinture ») - Γυναικοκρατία Gynaikokratia (« Les Femmes au pouvoir ») - Δακτύλιος Daktylios (« L'Anneau », « La Bague ») - Δημήτριος ἢ Φιλέταιρος Dèmètrios ou Philetairos (« Démétrios ou Le Bon camarade ») - Διαπλέουσαι Diapleousai (« Les Femmes qui font une traversée ») - Δίδυμοι Didymoi (« Les Jumeaux ») - Δὶς πενθῶν Dis penthôn (« Le double regret ») - Δορκὶς ἢ Ποππύζουσα Dorkis ou Poppyzousa (« Dorkis ou La Femme qui claque la langue ») - Δρωπίδης Drôpidès - Εἰσοικιζόμενος Eisoikizomenos (« Le Nouveau résident », « L'Immigré ») - Ἐκπωματοποιός Ekpômatopoios (« Le Fabricant de gobelets ») - Ἑλένη Helenè (« Hélène ») - Ἑλένης ἁρπαγή Helenès harpagè (« L'Enlèvement d'Hélène ») - Ἑλένης μνηστῆρες Helenès mnèstères (« Les Prétendants d'Hélène ») - Ἑλληνίς Hellènis (« La Grecque ») - Ἐπιδαύριος Epidaurios (« L'Homme d'Épidaure ») - Ἐπίκληρος Epiklèros (« L'Héritière ») - Ἐπιστολή Epistolè (« La Lettre ») - Ἐπίτροπος Epitropos (« Le Tuteur ») - Ἑπτὰ ἐπὶ Θήβαις / Θήβας Hepta epi Thèbais [ou Thèbas, accusatif] (« Les Sept contre Thèbes ») - Ἐρετρικός Eretrikos (« L'Érétrien ») - Ἣ εἰς τὸ φρέαρ Hè eis to phrear (« La Femme jetée dans le puits ») - Ἡσιόνη Hèsionè (« Hésione ») - Θεοφόρητος Theophorètos (« La Femme aux transports divins ») - Θεσπρωτοί Thesprôtoi (« Les Hommes de Thesprotie ») - Θηβαῖοι Thèbaioi (« Les Thébains ») - Θητεύοντες Thèteuontes (« Les Serfs ») - Θράσων Thrasôn - Ἰασίς Iasis (« La Guérison ») - Ἱμίλκων Himilcôn (« Himilcon ») - Ἱππεύς Hippeus (« Le Cavalier »), début de l'année -306. - Ἰσοστάσιον Isostasion - Καλάσιρις Kalasiris - Καρχηδόνιος Karchèdonios (« Le Carthaginois ») - Καύνιοι Kaunioi (« Les Hommes de Kaunos ») - Κηρυττόμενος Kèryttomenos (« L'Annoncé ») - Κιθαρωιδός Kitharôdos (« Le Joueur de cithare ») - Κλεοβουλίνη Kleoboulinè (« Cléobuline ») - Κνιδία Knidia (« La Cnidienne ») - Κονιατής Koniatès (« Le Plâtrier ») - Κουρίς Kouris (« La Coiffeuse ») - Κράτεια ἢ Φαρμακοπώλης Krateia ou Pharmakopôlès (« Krateia ou La Pharmacienne ») (2e représentation en 305) - Κυβερνήτης Kybernètès (« Le Pilote ») - Κυβευταί Kybeutai (« Les Joueurs de dés ») - Κύκνος Kyknos (« Le Cygne ») - Κύπριος Kyprios (« Le Cypriote ») - Λαμπάς Lampas (« La Lampe ») - Λέβης Lebès (« Le Chaudron ») - Λευκαδία ἢ Δραπέται Leukadia ou Drapetai (« La Femme de Leucade ou Les Fugitifs ») - Λημνία Lèmnia (« La Lemnienne ») - Λίνος Linos (« Linos ») - Λοκροί Lokroi (« Les Locriens ») - Λυκίσκος Lykiskos - Μανδραγοριζομένη Mandragorizomenè (« La Femme droguée à la mandragore ») - Μάντεις Manteis (« Les Devins ») - Μεροπίς Meropis (« Meropis » ou « La Terre des Méropes ») - Μίδων Midôn - Μιλήσιοι Milèsioi (« Les Milésiens ») - Μίλκων Milkôn - Μίνως Minôs (« Minos ») - Μυλωθρός Mylôthros (« Le Meunier ») - Ὀδυσσεὺς ἀπονιπτόμενος Odysseus aponizomenos (« Le bain d'Ulysse ») - Ὀδυσσεὺς ὑφαινῶν 'Odysseus hyphainôn (« Ulysse tisserand ») - Οἶνος Oinos (« Le Vin ») - Ὀλυμπιόδωρος Olympiodôros - Ὀλύνθιοι Olynthioi (« Les Olynthiens ») - Ὁμοία Homoia (« La Femme semblable » ou « L'Égale »). - Ὀπώρα Opôra (« L'Automne ») - Ὀρέστης Orestès (« Oreste ») - Ὀρχηστρίς Orchèstris (« La Danseuse ») - Παγκρατιαστής Pankratiastès (« Le Pancratiaste ») - Παλλακή Pallakè (« La Concubine ») - Παμφίλη Pamphilè - Παννυχὶς ἢ Ἔριθοι Pannychis ou Erithoi (« Le Festival nocturne ou Les Fileuses ») - Παράσιτος Parasitos (« Le Parasite ») - Πεζονίκη Pezonikè - Ποιηταί Poiètai (« Les Poètes ») - Ποιήτρια Poiètria (« La Poétesse ») - Πολύκλεια Polykleia (« Polyclée ») - Πονηρά Ponèra (« La Méchante ») - Ποντικός Pontikos (« L'Homme du Pont-Euxin ») - Προσκεδαννύμενος Proskedannymenos (« Le Dilapidateur ») - Πρωτόχορος Prôtochoros (« Le Chef de chœur ») - Πυθαγορίζουσα Pythagorizousa (« La Pythagoricienne ») - Πυλαία Pylaia (« La Femme des Thermopyles », ou plutôt « L'Assemblée des Thermopyles » [= Conseil des Amphictions]) - Πύραυνος Pyraunos (« Le Réchaud ») - Σικυώνιος Sikyônios (« Le Sicyonien ») - Σκείρων Skeirôn (« Sciron »). - Σπονδοφόρος Spondophoros (« Le Spondophore ») - Στρατιώτης Stratiôtès (« Le Soldat »), - Συναποθνήισκοντες Synapothnèskontes (« Ceux qui meurent ensemble ») - Συντρέχοντες Syntrechontes (« Ceux qui courent ensemble », « Les Associés » [?] », « Les Compères » [?] ») - Σύντροφοι Syntrophoi (« Ceux qui ont été élevés ensemble », « Les Frères de lait ») - Συρακόσιος Syrakosios (« Le Syracusain ») - Σώρακοι Sôrakoi (« Les Paniers ») - Ταραντῖνοι Tarantinoi (« Les Tarentins ») - Τίτθη Titthè (« La Nourrice ») - Τοκιστὴς ἢ Καταψευδόμενος Tokistès ou Katapseudomenos (« L'Usurier ou Le Menteur malveillant ») - Τραυματίας Traumatias (« Le Blessé ») - Τροφώνιος Trophônios (« Trophonios ») - Τυνδάρεως Tyndareôs (« Tyndare ») - Ὕπνος Hypnos (« Hypnos » ou « Le Sommeil ») - Ὑποβολιμαῖος Hypobolimaios (« L'Enfant substitué ») - Φαῖδρος Phaidros (« Phèdre » masc.) - Φαίδων ἣ Φαιδρίας Phaidôn ou Phaidrias - Φιλαθήναιος (« L'Ami des Athéniens ») - Φιλίσκος Philiskos - Φιλόκαλος ἢ Νύμφαι Philokalos ou Nymphai (« L'Ami de la beauté ou Les Nymphes ») - Φιλοτραγωιδός Philotragôdos (« L'Amateur de tragédies ») - Φιλοῦσα Philousa (« L'Amante ») - Φρύξ Phryx (« Le Phrygien ») - Φυγάς Phygas (« L'Exilé ») - Χορηγίς Chorègis (« La Meneuse de chœur ») - Ψευδόμενος Pseudomenos (« Le Menteur ») |

## Source
- Athénée, Deipnosophistes [détail des éditions] (lire en ligne) (Livre XIV)

#### Édition des fragments
- Theodor Kock, Comicorum Atticorum fragmenta, II/1. Leipzig, Teubner, 1884, p. 297-408.
- Rudolf Kassel & Colin Austin, Poetae comici Graeci, vol. II. Berlin, W. de Gruyter, 1991, p. 21-195.

#### Études
- William Geoffrey Arnott, helléniste, Alexis : the fragments. A commentary. Cambridge (GB), Cambridge University Press, 1996 (= Cambridge classical texts and commentaries, 31) [fondamental].